# Berg-Sauerampfer

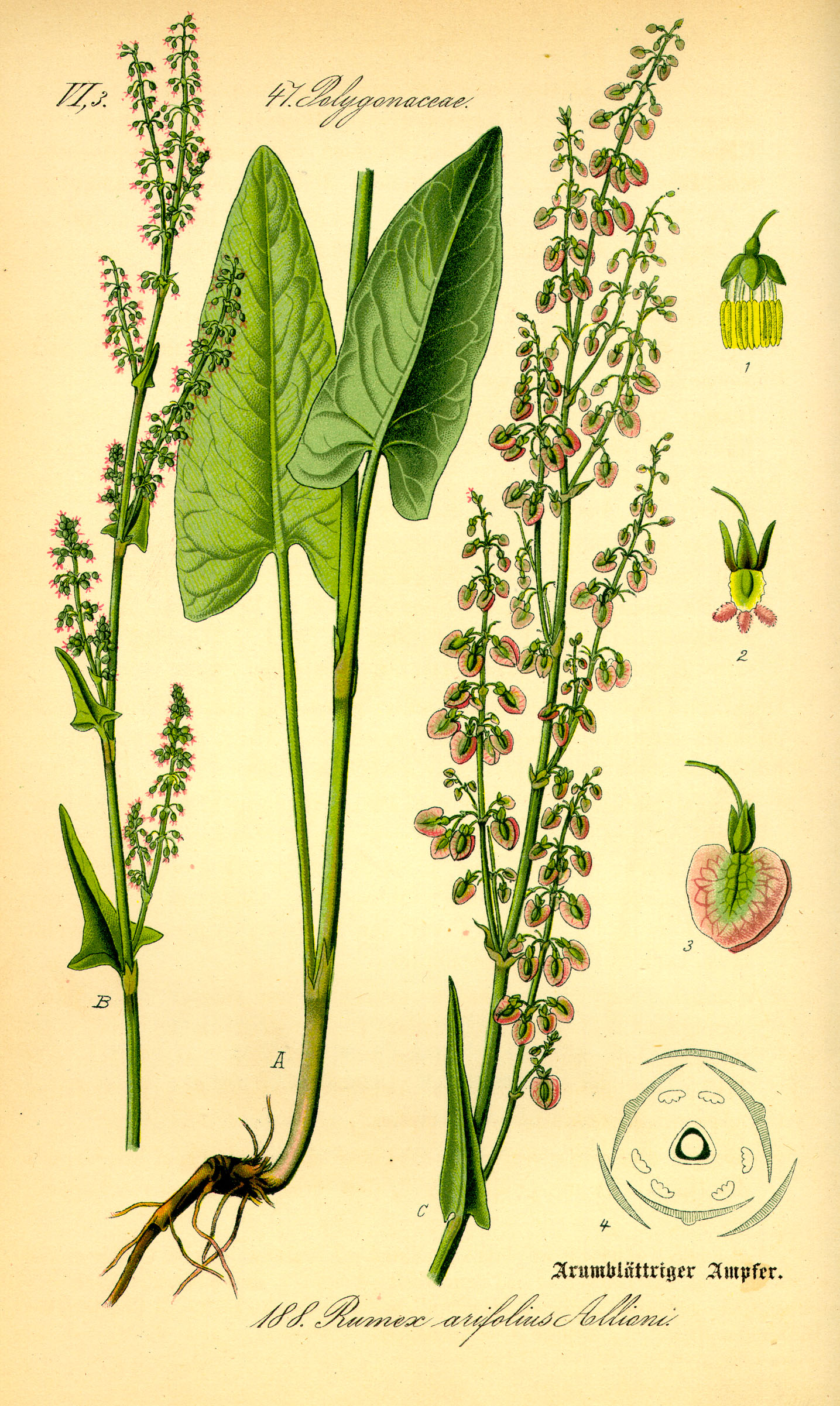
Illustration aus Thomé: Flora von Deutschland, Österreich und der Schweiz

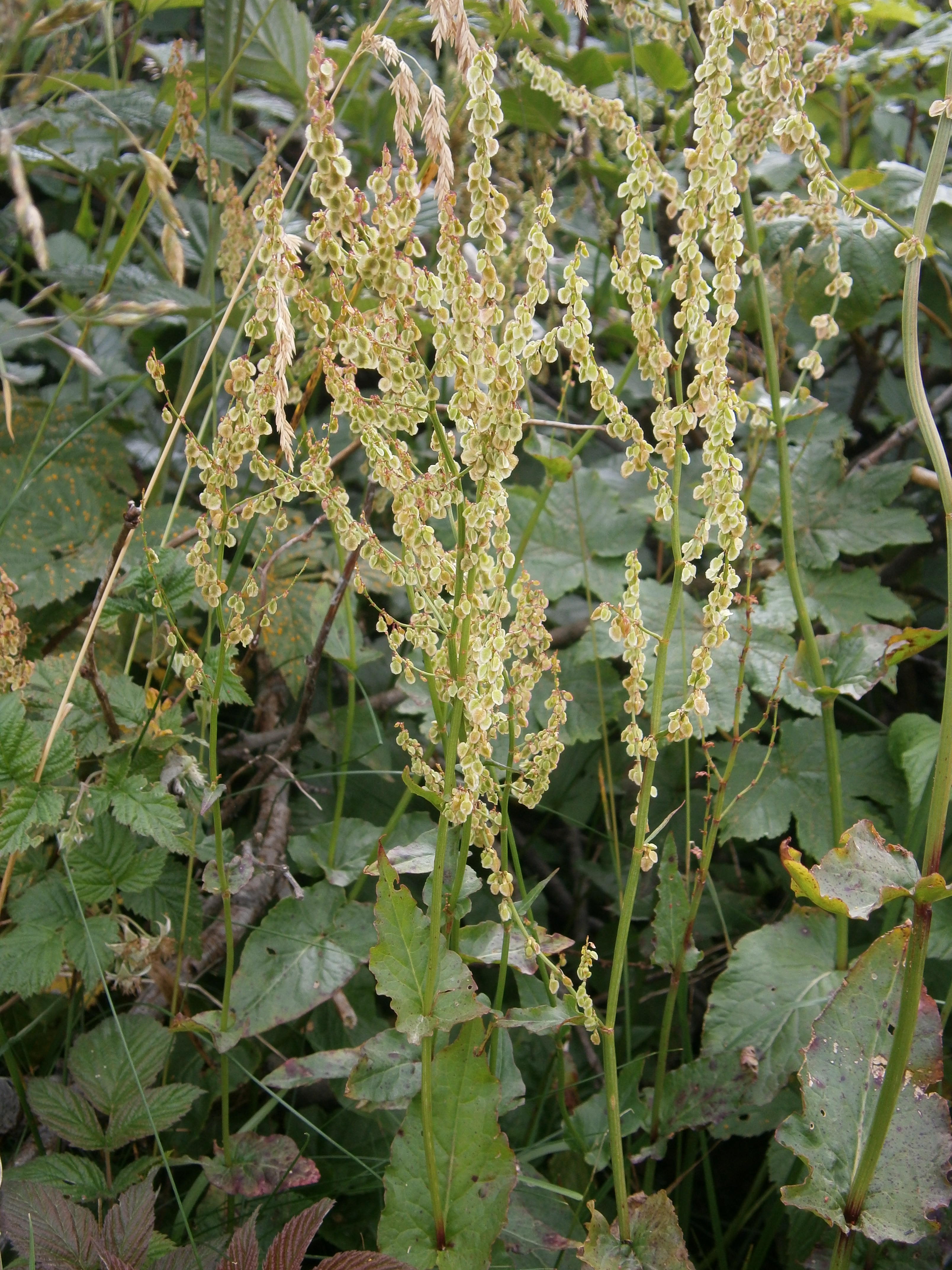
Berg-Sauerampfer (Rumex alpestris)

Der Berg-Sauerampfer oder Gebirgs-Sauerampfer (Rumex alpestris Jacq., Syn.: Rumex arifolius All.) ist eine eurasische Ampfer-Art, die in Europa ausschließlich in den Gebirgen zu finden ist. Sie ähnelt sehr dem Wiesen-Sauerampfer (Rumex acetosa).

## Beschreibung
Es handelt sich um eine mehrjährige krautige Pflanze, die Wuchshöhen zwischen 30 cm und 100 cm erreicht.
Die Laubblätter sind im Umriss eiförmig oder oval und etwa zwei- bis dreimal so lang wie breit. Am Grunde sind sie deutlich herzförmig ausgerandet. Während die Grundblätter lang gestielt sind, sind die Stängelblätter mehr oder weniger ungestielt, und die Blattgrund umfasst den Stängel.
Im Gegensatz zum Wiesen-Sauerampfer ist die Ochrea ganzrandig, bei älteren Blättern dann auch teilweise eingerissen, aber nicht fransig zerschlitzt.
Es ist eine zweihäusig getrenntgeschlechtige Pflanze. Der Blütenstand ist meist nur einfach verzweigt. Die herzförmigen ganzrandigen Valven sind 3,5 bis 4,4 mm lang, weniger breit und ganzrandig.
Die Blütezeit ist je nach Standort zwischen Juni und August.
Die Chromosomenzahl der Art ist bei weiblichen Pflanzen 2n = 14, bei männlichen 2n = 15.

## Ökologie
Die 2,5–3 mm langen, graugelben, matten Nüsschen unterliegen mit ihren Valven der Windausbreitung als Drehflieger, daneben erfolgt Verdauungs- und Zufallsausbreitung durch Weidetiere, z. B. durch Gämsen.
Die Fruchtreife beginnt ab Juli.

## Verbreitung und Standortansprüche
Der Berg-Sauerampfer kommt in den gemäßigten und kühlen Gebieten Eurasiens (Westeuropa bis Japan) vor. In West- und Mitteleuropa findet man ihn allerdings nur in den Gebirgen. In den Allgäuer Alpen steigt er zwischen Kreuzecksattel und Kreuzeck in Bayern bis zu 2320 m Meereshöhe auf.
Er wächst dort in Buchenwäldern der Hochlagen sowie auf nährstoffreichen und feuchten Wiesen oder Weiden der Hochlagen. Er kommt vor allem im Aceri-Fagetum, im Alnetum viridis und im Cicerbitetum alpinae vor. Er ist eine Adenostyletalia-Ordnungscharakterart.
Die ökologischen Zeigerwerte nach Landolt & al. 2010 sind in der Schweiz: Feuchtezahl F = 3+w (feucht aber mäßig wechselnd), Lichtzahl L = 3 (halbschattig), Reaktionszahl R = 3 (schwach sauer bis neutral), Temperaturzahl T = 2 (subalpin), Nährstoffzahl N = 4 (nährstoffreich), Kontinentalitätszahl K = 3 (subozeanisch bis subkontinental).

## Bemerkungen zur Systematik
Für den Berg-Sauerampfer gibt es eine ganze Reihe von Synonymen, von denen Rumex arifoliu nur der in Europa gebräuchlichste ist. Andere wichtige Synonyme sind beispielsweise Rumex montanus Desf. oder Rumex amplexicaulis Lapeyr.
Der Berg-Sauerampfer und der Wiesen-Sauerampfer (Rumex acetosa) teilen eine ganze Reihe gleicher Merkmale. Gerade bei Pflanzen, die im Gebirge wachsen, kann die Unterscheidung recht schwierig sein. Im Allgemeinen hat der Wiesen-Sauerampfer etwas dickere Blätter, die Stängelblätter haben eine etwas schmalere Form, die Ochrea ist fransig zerschlitzt oder zumindest gezähnt, und die Valven sind etwas kleiner, während die Nussfrüchte etwas größer sind.
Aufgrund der Ähnlichkeit wird der Berg-Sauerampfer auch oft als Unterart des Wiesen-Sauerampfers angesehen (Rumex acetosa subsp. alpestris (Scop.) Á.Löve und andere Namen).